# おもちゃのハローマック

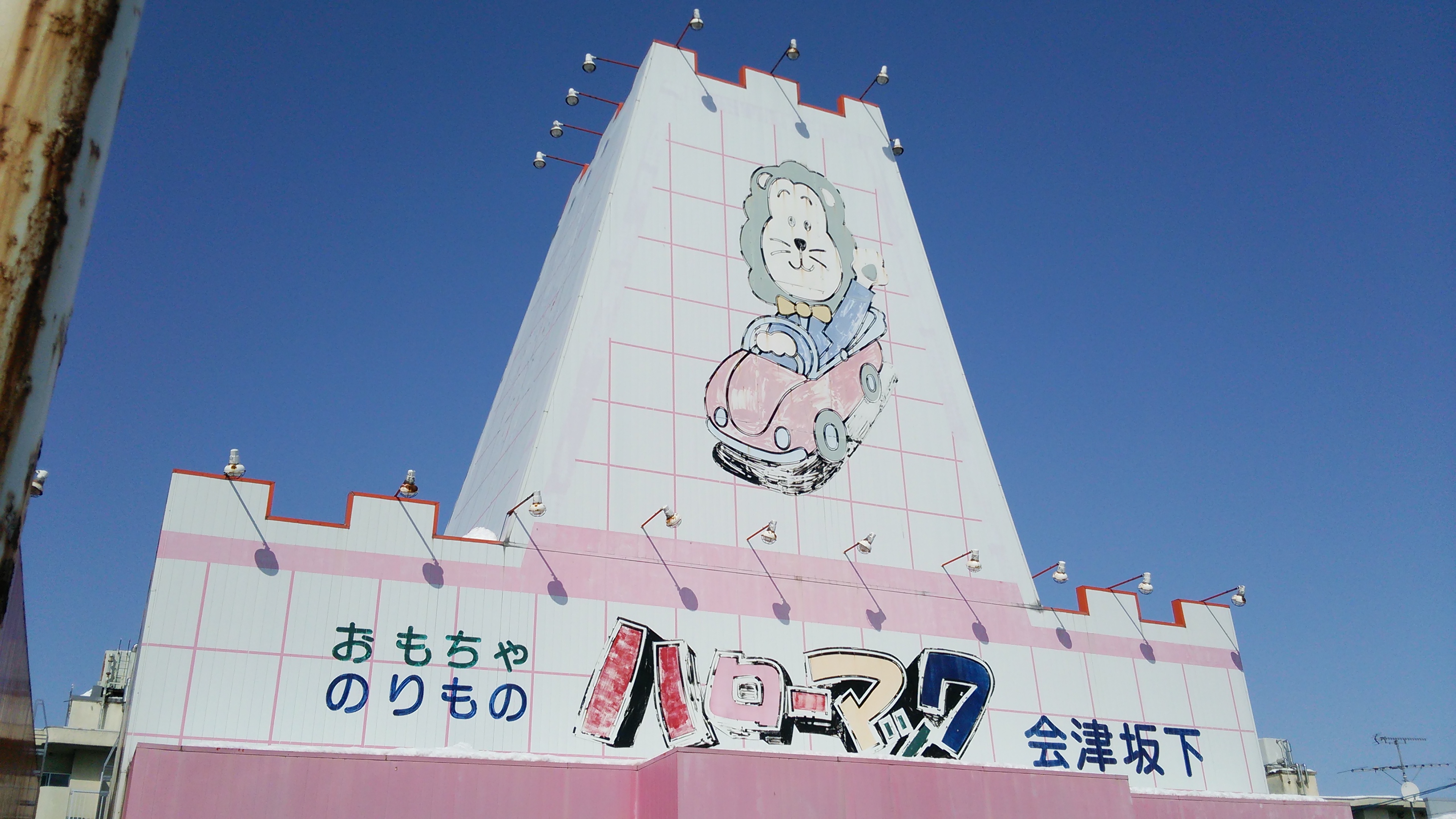
旧・ハローマック会津坂下店

おもちゃのハローマックは、チヨダが1985年から2008年まで運営していた玩具店。

## 概要
靴の量販店、東京靴流通センターなどを展開するチヨダが1985年から展開。空前の「ファミコンブーム」を背景に、東京靴流通センターの不採算店舗の業態転換という形で埼玉県春日部市に1号店をオープンした。視認性を高めるために導入された、「メルヘンなお城をイメージした」という白とピンクのギザギザ屋根の店舗外観が特徴的であった。
店舗にはオリジナルキャラクターの「マックライオン」が描かれていた（上記の写真中央）。
最盛期には500店舗を超える店舗網を有したが、海外企業の日本進出や少子化の影響、Amazonなどのネット通販の普及などから採算が悪化。末期には商品仕入の抑制などを行っていた。2000年2月期時点でも396店を営業していたが、店舗の閉鎖を進めた結果、2008年2月期時点では36店舗までに減少していた。2008年7月に全店が閉店し、チヨダは玩具事業から撤退。一部の店舗は「東京靴流通センター」「マックハウス」にリニューアルされてチヨダの店舗としては存続している。またおもちゃのポプラ館が一部店舗を引き継いでいた。
2018年12月13日、チヨダがハローマックのキャラクター「マックライオン」のロゴを商標出願しており、特許庁の商標出願状況が更新された2019年1月8日に明らかになった。商標切れが判明したための措置で、今後は東京靴流通センターなどでロゴの使用やマスコットとしての活用も考えているという。
2019年5月9日、チヨダが6月に東京ビッグサイトで開催される東京おもちゃショー2019へ「おもちゃのハローマック」ブランドで出展することを正式発表した。ただし、玩具の展示・販売は行わず、子供向けオリジナルシューズの展示・販売と「マックライオン」ノベルティグッズの提供などを行う予定であるという。
2024年11月、チヨダからのライセンス供与により、トミーテックがハローマックの店舗をジオラマ化した鉄道模型のストラクチャーを、トイズキャビンがマックライオンやハローマックの店舗などのカプセルトイをそれぞれ発売した。

## チヨダの店舗として現存する元ハローマックの店舗

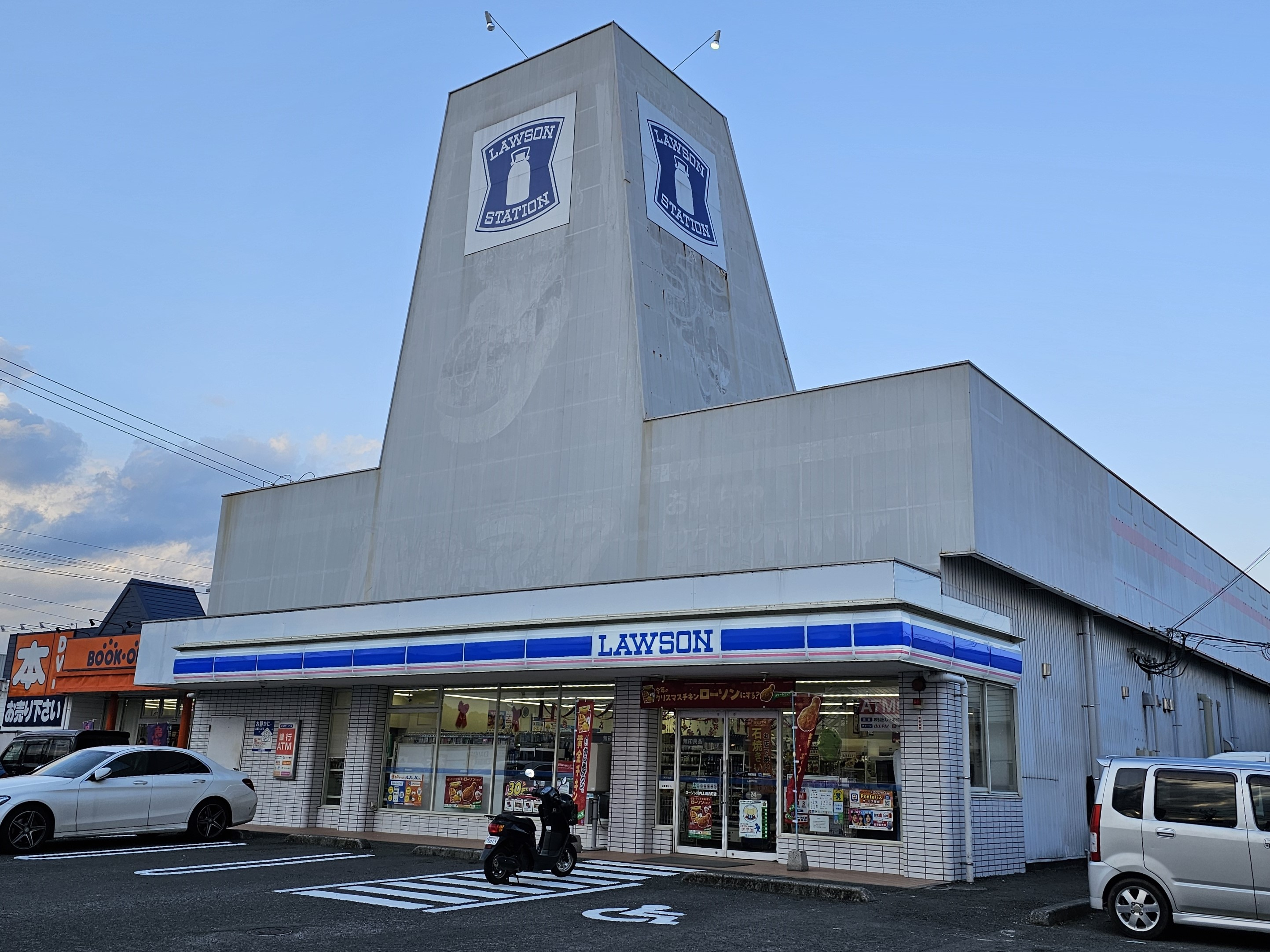
ハローマックに居抜きしたコンビニエンスストア（鹿児島県薩摩川内市）。中央のローソンの看板の下にうっすらと見える跡がマックライオン。隣の部分には「おもちゃ」の「ちゃ」の部分がうっすらと見える。

以下の店舗は、チヨダが公式サイトで「元ハローマックの店舗」として示しているチヨダの店舗群である（公式サイト掲載順）。前述の特徴的な店舗外観を残したまま、居抜き物件として、コンビニエンスストアやフィットネスクラブ、果てはデパートのサテライト店などといった、他の業態に転用するケースも少なくない。
東京靴流通センター
- 中標津店（北海道中標津町）
- 苫小牧桜木店（北海道苫小牧市）
- 八戸売市店（青森県八戸市）
- 角田店（宮城県角田市）
- 仙台南小泉店（宮城県仙台市若林区）
- 福島鳥谷野店（福島県福島市）
- 水戸笠原店（茨城県水戸市）
- 黒磯店（栃木県那須塩原市）
- 浦和店（埼玉県さいたま市桜区）
- 行田店（埼玉県行田市）
- 東大宮店（埼玉県さいたま市見沼区）
- 三郷戸ヶ崎店（埼玉県三郷市）
- 北柏店（千葉県柏市）
- 南流山店（千葉県流山市）
- 八千代台店（千葉県八千代市）
- 板橋四葉店（東京都板橋区）
- 日野旭が丘店（東京都日野市）
- 元八王子店（東京都八王子市）
- 大和渋谷店（神奈川県大和市）
- 長岡新保店（新潟県長岡市）
- 福井下馬店（福井県福井市）
- 駿東店（静岡県駿東郡清水町）
- 豊田美里店（愛知県豊田市）
- 紀伊田辺店（和歌山県田辺市）
- 亀岡市役所前店（京都府亀岡市）
- 河内長野店（大阪府河内長野市）
- 四条畷店（大阪府四條畷市）
- 高知安芸店（高知県安芸市）
- 早岐広田店（長崎県佐世保市）
- 沖縄美里店（沖縄県沖縄市）

マックハウス
- 飛騨高山店（岐阜県高山市）
- 八日市店（滋賀県東近江市）

## 提供番組
いずれもテレビ東京。
- アイドル天使ようこそようこ - 作中に度々登場した。
- 銀河戦国群雄伝ライ

## 提供作品
- 劇場版 どうぶつの森